# Anton Janson
Anton Janson (* 17. Januar 1620 in Wanden, Friesland, Niederlande; † 18. November 1687 in Leipzig) war ein niederländischer Stempelschneider und Schriftgießer. 
Die Schrift Janson Antiqua verdankt ihren Namen Anton Janson, der in der zweiten Hälfte des 17. Jahrhunderts in Leipzig tätig war. Sie wurde jedoch von Nicolas Kis (1650–1702) geschnitten. Durch diese (falsche) Namensnennung wurde reichlich Verwirrung gestiftet: Während Kis in der Geschichte vergessen wurde, lebt Janson bis heute durch eine Schrift weiter, die seinen Namen trägt, obwohl er sie nicht geschaffen hat.
Die Janson Antiqua wurde ca. 1670 zusammen mit einer Kursiv geschnitten und erstmals 1674 in einer Schriftprobe gezeigt. Die Matrizen gelangten nach dem Tod Jansons in den Besitz des Schriftgießers Johann Karl Edling. Dessen Erben übersiedelten die Schriftgießerei im 17. Jahrhundert von Leipzig nach Amsterdam. Von ihnen erwarb der Leipziger Schriftgießer Wolfgang Dietrich Ehrhard nach 1710 die Matrizen. Die Type wurde von der Ehrhardschen Gießerei unter der Bezeichnung »Holländische Antiqua« herausgegeben und fand eine große Verbreitung. Über die Schriftgießerei W. Drugulin gelangte die Janson Antiqua schließlich im Jahre 1920 in den Besitz der D. Stempel AG und durch die Übernahme dieser Schriftgießerei in den Besitz von Linotype.
Die Janson Antiqua erfreut sich nach wie vor großer Beliebtheit. Sie wird in zahlreichen Publikationen verwendet, so z. B. in der  Frankfurter Allgemeinen Sonntagszeitung.